# Piazza Jacopo della Quercia (Sienne)

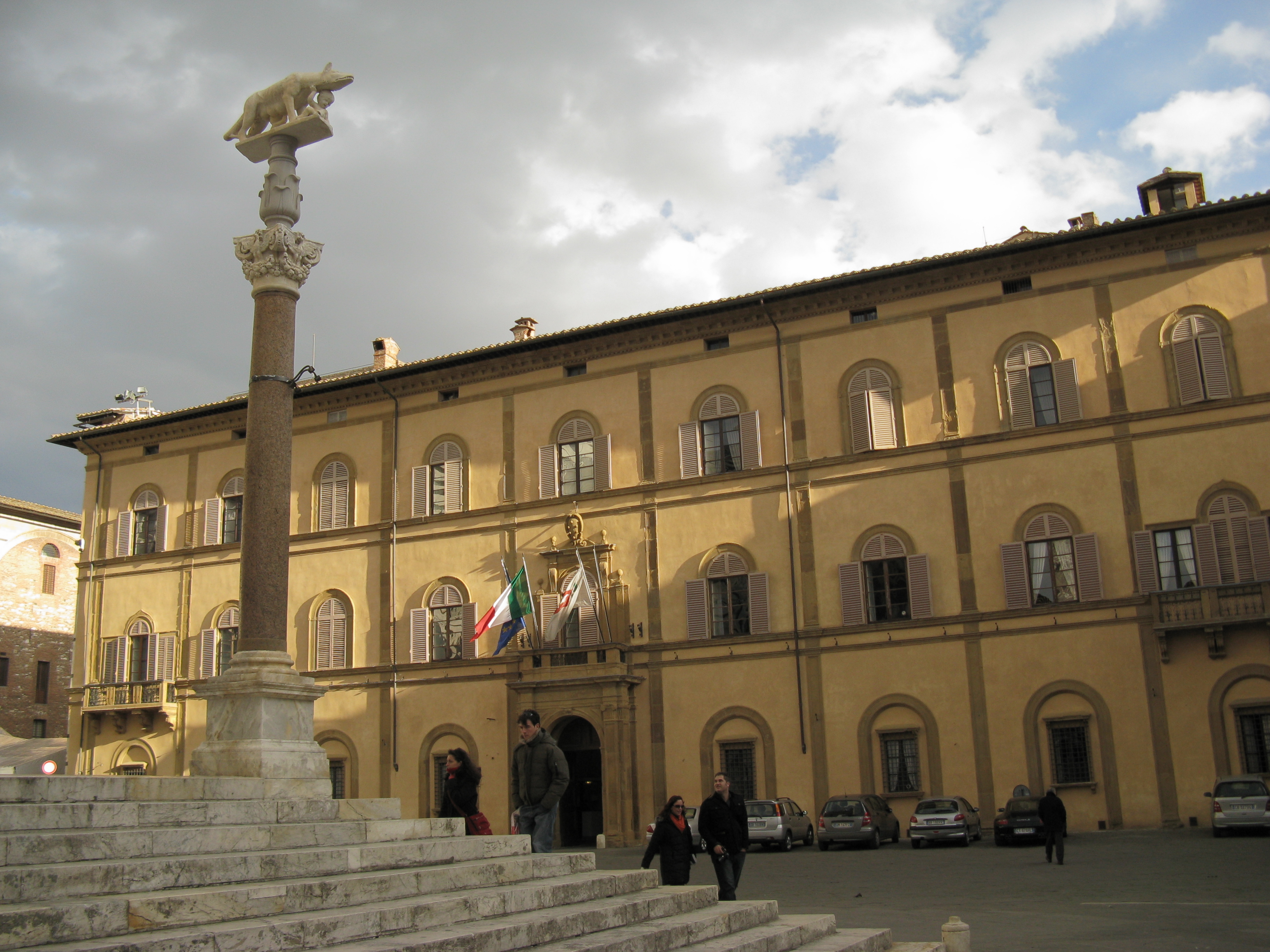
Le Palazzo Reale donnant sur la place.

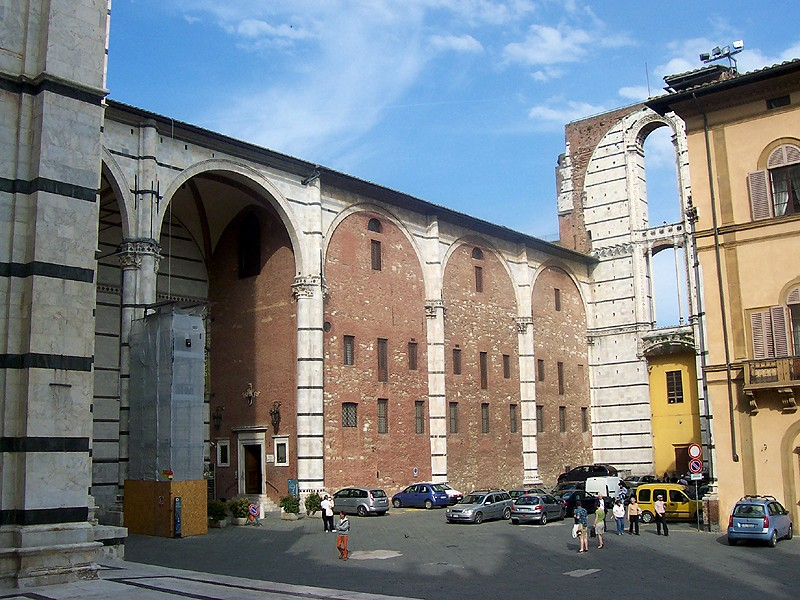
Le Facciatone au fond à droite et les marques au sol des piliers absents.

La Piazza Jacopo della Quercia est la partie latérale droite du parvis de la Cathédrale Notre-Dame-de-l'Assomption de Sienne. Elle fut délimitée par l'emplacement de la nef manquante du Duomo Nuovo après l'abandon de  son chantier en 1357. Les emplacements des piliers prévus de cette nef sont marqués sur le pavage.
Elle adopte depuis la construction du Palazzo Reale  faisant face au côté droit du Duomo, une forme en « L »  et le Facciatone ferme la place dans sa branche Sud. 